# Asparagus oliveri
Asparagus oliveri — вид рослин із родини холодкових (Asparagaceae).

## Біоморфологічна характеристика
Це багаторічний кущ 15–20 см заввишки.

## Середовище проживання
Ареал: ПАР, Ботсвана, Замбія, Зімбабве.